# Tèsia de Java
La tèsia de Java (Tesia superciliaris) és una espècie d'ocell de la família dels cètids (Cettiidae). És endèmic de l'illa de Java, a Indonèsia. Els seus hàbitats principals són els boscos tropicals i subtropicals de frondoses humits de l'estatge montà i les àrees forestals fortament degradades. El seu estat de conservació es considera de risc mínim.